# 小田急箱根高速バス
小田急箱根高速バス株式会社（おだきゅうはこねこうそくバス、英: Odakyu Hakone Highway Bus, Co., Ltd.）は、東京都世田谷区宮坂に本社を置き、新宿駅と御殿場駅・箱根エリアを結ぶ高速バス、貸切バスなどを運行していたバス事業者である。2022年1月1日付で小田急ハイウェイバスへ商号変更した。

## 概要
元々は小田急電鉄が従来より運行していた新宿と箱根方面を結ぶロマンスカーを補完する目的で、直営のバス部門（高速自動車課）として1969年6月6日に開設されたものである。すでに小田急グループ入りしてバス事業を行っていた小田急バスは、電鉄直営バス部門の発足当時に管理部門を中心に逆出向させて基礎を築かせた。
2000年8月1日に小田急箱根高速バス株式会社を設立、翌2001年4月1日付で電鉄直営バス部門が分社化されて営業開始した。2005年1月1日には株式交換により、前年9月に設立されたばかりの小田急箱根ホールディングス傘下となるも、団体を伴わないインバウンド客の利用増などにより箱根線の採算収益性が好調だったことから、小田急電鉄本体の事業との相乗効果による一層の収益向上を目指すため、2015年5月1日付けで再び小田急電鉄の完全子会社へ改組された。
2022年（令和4年）1月1日付で、小田急シティバス株式会社を合併、商号を小田急ハイウェイバス株式会社に変更した。小田急ハイウェイバスの本社は小田急シティバスの本社所在地（東京都世田谷区若林二丁目39番4号）に置かれる。
以下の記述は、合併前の時点（2021年12月）のものである。合併後については小田急ハイウェイバスの記事を参照。

## 営業所

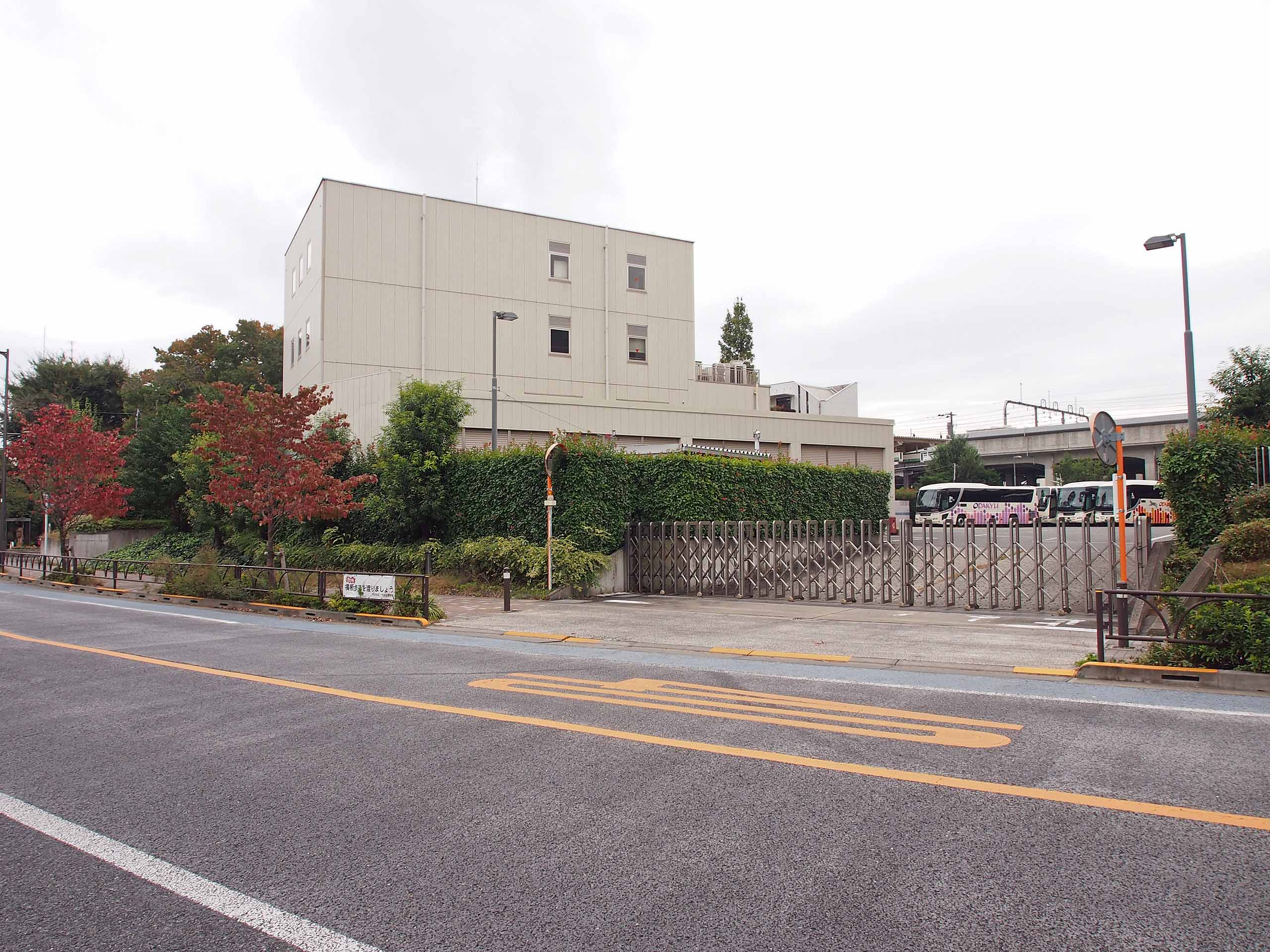
旧経堂営業所

- 経堂営業所

所在地：東京都世田谷区宮坂三丁目1番60号
- 御殿場営業所

所在地：静岡県御殿場市東田中1138番地13
営業所では、案内の他、グッズなどの販売もしている。
この他、かつては新宿駅西口35番のりば前の小田急ハルク1階にて「小田急高速バス案内所」を営業していた。2016年4月のバスタ新宿開業に伴い高速バスの出発便が集約された後も営業を続けていたが、開業から1年経過して移行が進んだことから2017年3月31日をもって乗車券の発売を終了し、同年6月15日をもって閉所した。

## 路線
当初の新宿駅と御殿場・箱根地区を結ぶ路線に加えて、2004年からは羽田空港・横浜駅発着路線を運行するなど、御殿場・箱根地区で一定の存在感がある。
なお、伊豆長岡・修善寺温泉ライナー（当初はツアーバスとして2006年運行開始、2009年より路線バス化）や三島エクスプレス（2010年運行開始）といった伊豆地区への路線も運行していたが、いずれも撤退している。
以下、【】内は2010年6月15日から箱根地区の路線バスに導入された路線記号。

### 高速路線バス

#### 箱根線

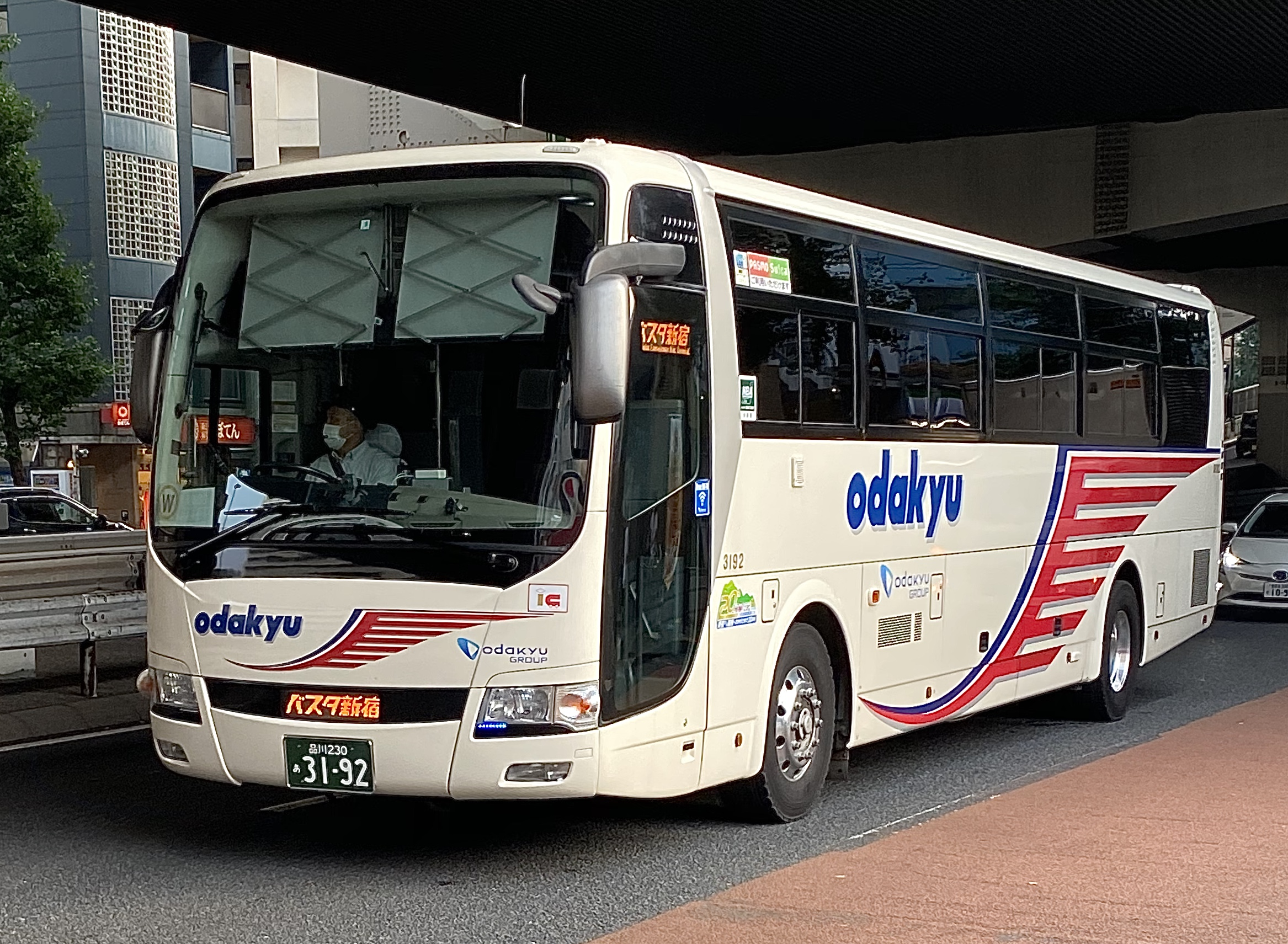
バスタ新宿に向かう箱根線

- 【W】：新宿高速バスターミナル・新宿駅西口（上りのみ）・池尻大橋 - 東名高速道路の各バス停留所 - 東名御殿場 - 御殿場駅 - 乙女峠 - 箱根仙石 - 箱根桃源台 - 箱根園 - 箱根小田急山のホテル
- 【W】：東名御殿場 - 御殿場駅 - 乙女峠 - 箱根仙石 - 箱根桃源台 - 箱根園 - 箱根小田急山のホテル（山内シャトル便）
- 新宿高速バスターミナル・新宿駅西口（上りのみ）・池尻大橋（上りのみ） - 東名御殿場 - 御殿場プレミアム・アウトレット - ホテルクラッド・木の花の湯（ホテルクラッド線）
- 超特急：新宿高速バスターミナル・新宿駅西口（上りのみ）・池尻大橋 -東名江田（上り降車専用 下りは通過） - 東名御殿場 - 御殿場駅

路線概要
| 小田急SR端末で発券した乗車券 |  | 車内で発券した乗車券。上の券片はICカード乗車券利用時の控え |
| 小田急SR端末で発券した乗車券 |  | 車内で発券した乗車券。上の券片はICカード乗車券利用時の控え |

- 箱根への観光の他、鉄道での乗り継ぎの便が悪い新宿 - 東名御殿場・御殿場駅間など都市間輸送でも広く利用されている。
- 一般的な高速バス路線と異なり、都内の新宿高速バスターミナル - 池尻大橋間を除いて乗降制限（クローズドドアシステム）がなく、東名高速道路上では並行する東名ハイウェイバス、東名御殿場 - 箱根小田急山のホテル間では箱根登山バスの補完的役割（近距離輸送）を併せ持つ。
- 東名御殿場 - 箱根小田急山のホテル間は同地区を走る箱根登山バスと同様に、箱根フリーパスなどの小田急グループの箱根地区フリー乗車券での乗車が可能である。また、その他区間もフリーパスを提示すると割安で乗車できる。
- 予約制だが、空席があれば予約なしでも乗車可能（乗車券は車内発券）。
  - 交通新聞社発行の『高速バス時刻表』では当路線が「予約定員制」(=自由席)となっているが、実際には座席が指定（=予約指定制）される。
- 往復割引券や回数券が発売されているが、定期券は発売されていない。
- 自社直営の窓口での片道乗車券の購入及び当日空席がある場合の車内（乗務員による取り扱い）での片道乗車料金の支払いに、PASMO・Suicaなどの交通系ICカードが利用可能である。ただし、一般路線バスとは異なり「バス利用特典サービス（バス特）」は適用されない。
- 山内シャトル便は通常の路線バスとして運行される。そのため予約制ではなく、前乗り・前降り・運賃後払い（高速バス車両での代走時は運賃先払い）である[9]。

路線沿革
- 2004年3月28日までは新宿駅 - 元箱根間（小田原厚木道路、箱根湯本駅、箱根新道経由）の路線が存在していた（末期は上り便のみの設定）。
- 長らく箱根側の起終点は箱根桃源台 だったが、2004年4月1日に一部便が「箱根小田急山のホテル」まで延伸[10]。この際、箱根エリアの観光を活性化させるために、箱根山戦争に因縁のある小田急グループと西武グループが協力する一環として、途中の西武系の箱根園にも乗り入れることとなった。
- 2011年10月13日より、上り便（新宿行）において用賀パーキングエリアで用賀駅への乗り継ぎサービスを開始（これに先立つ実証実験を2010年5月21日から2011年3月まで実施した）。
- 2013年9月1日より、深夜特急の運行を開始した（下りのみ）。
- 2015年10月1日乗車分より、当線の座席予約システムをJRバス系の「高速バスネット」に移行した。
- 2018年6月1日より、上りの初便が新宿駅西口止まりとなった（後に新宿高速バスターミナルまでの運行に戻った）。また、上りの超特急が東名江田への停車を開始（降車専用）[11]。
- 2019年12月1日より東名御殿場 - 箱根桃源台 - 箱根園 - 箱根小田急山のホテル間の一般道区間のみ運行する山内シャトル便（合計上下8便）が[12]、同年12月15日より新宿高速バスターミナル - 東名御殿場 - 御殿場プレミアム・アウトレット - ホテルクラッド・木の花の湯間の直行便（上下2便）がそれぞれ運行開始[12]。
- 2021年3月16日より、当線の座席予約システムを「発車オ〜ライネット」に変更。
- 2021年3月25日より、御殿場営業所窓口と富士山御殿場・はこね観光案内所（御殿場駅箱根乙女口）にて自動券売機の供用開始。

#### 羽田線

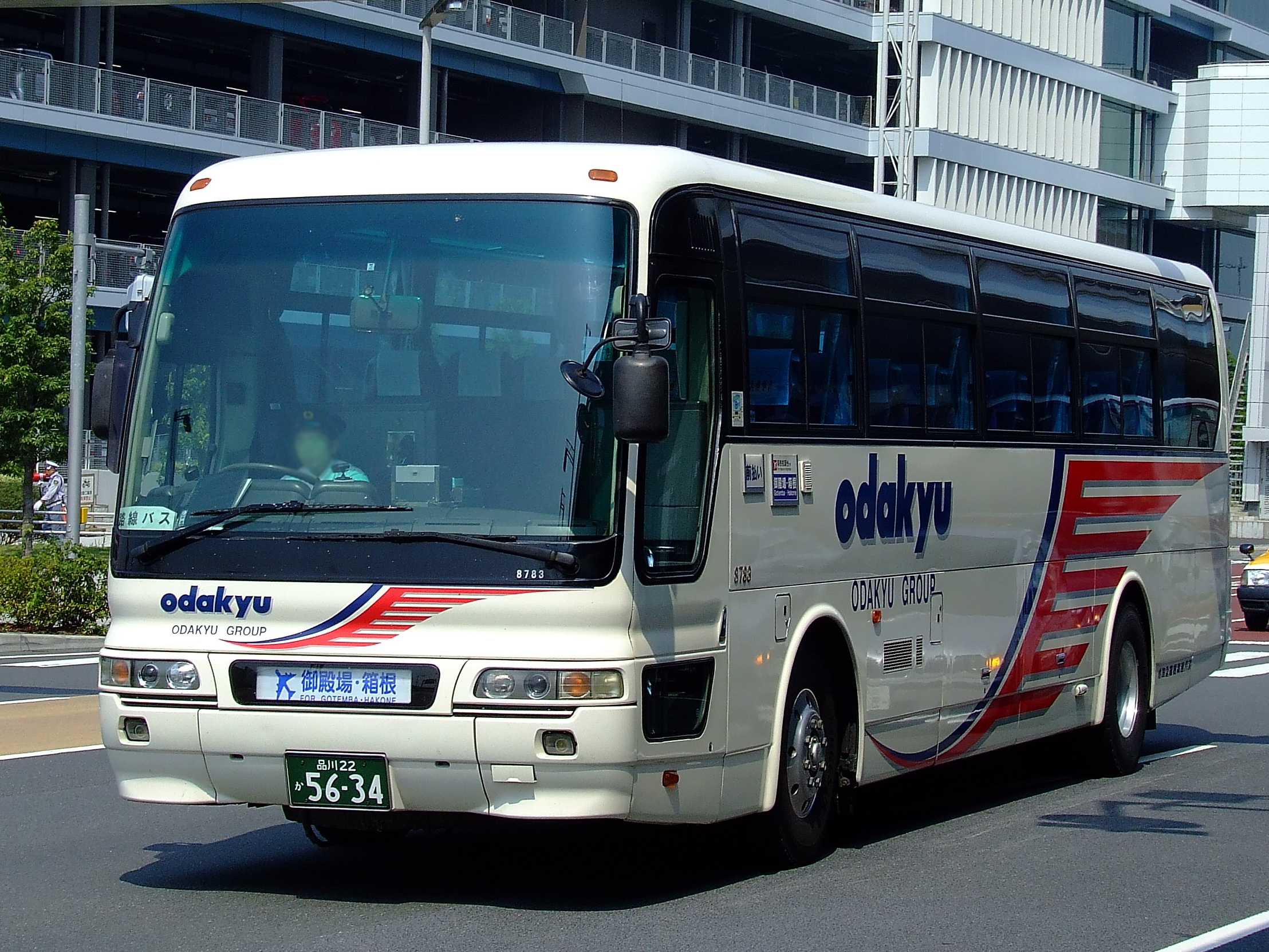
羽田線箱根桃源台行（羽田空港にて）

- 【V】：羽田空港・横浜駅東口 - 東名秦野・東名大井・東名松田・東名山北・東名小山・東名足柄・御殿場インター前・御殿場駅・箱根仙石案内所・仙郷楼前・仙石高原・南温泉荘・箱根桃源台

路線概要
- 京浜急行バスと共同運行。
- 箱根線とは異なり、クローズドドアシステムを採用している。
  - 羽田空港 - 横浜駅間のみの利用はできない。また、東名秦野 - 箱根桃源台間は、下り便は降車・上り便は乗車のみの扱いである。
- 羽田空港行は予約定員制（空席があれば予約なしでも乗車可能）、羽田空港発は便指定制（当日カウンターもしくは自動券売機で便指定の乗車券を購入可能）である。
- 箱根線と同様に、自社直営の窓口での片道乗車券の購入及び当日空席がある場合の車内（乗務員による取り扱い）での片道乗車料金の支払いに、PASMO・Suicaなどの交通系ICカードが利用可能である。ただし、一般路線バスとは異なり「バス利用特典サービス（バス特）」は適用されない。なお、帰路のバス（羽田空港発）でICカードを使用したい場合は、カウンターもしくは乗り場係員より便指定の整理券をもらい、乗車の際に車内で乗車券を購入（運賃はICカードから引き落とし）する。
- 座席予約システムは京浜急行バスの「高速バス予約サービス」を使用。

路線沿革
- 2004年7月12日 - 羽田空港 - 東名御殿場・御殿場駅間で運行開始。
- 2005年7月20日 - 箱根桃源台へ路線延長。東名大井から東名足柄までの各バス停留所も停車開始。
- 2013年3月16日 - 東名秦野バス停への停車を開始。
- 2021年3月25日 - 御殿場営業所窓口と富士山御殿場・はこね観光案内所（御殿場駅箱根乙女口）にて自動券売機の供用開始。

#### アウトレット線

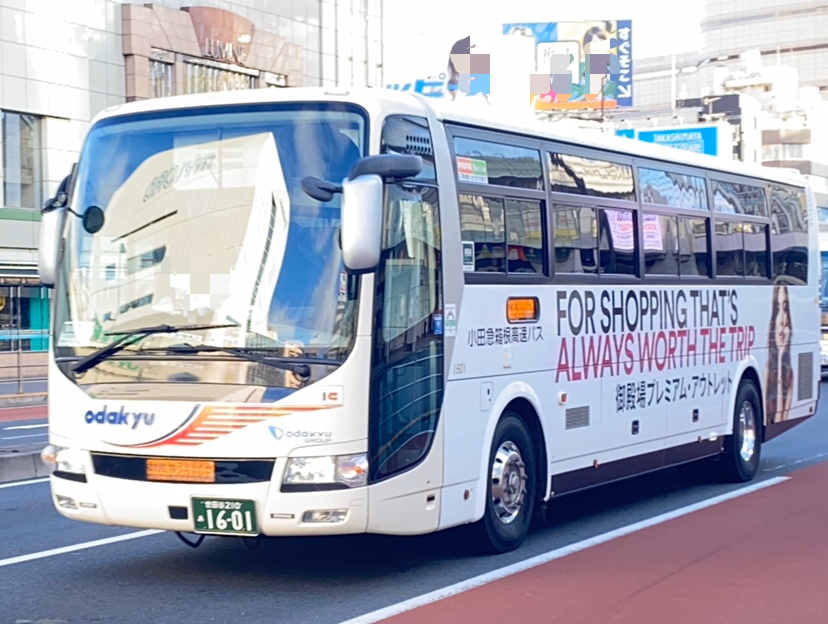
専用車で運行される御殿場プレミアム新宿号

- 御殿場プレミアム新宿号：新宿高速バスターミナル・新宿駅西口（上りのみ）・池尻大橋（上りのみ） - （無停車） - 御殿場プレミアム・アウトレット
  - 2010年3月13日、後述のツアーバスに加えて、新宿行きの高速路線バスの運行を開始。
  - 2016年11月1日、アウトレット行きも運行を開始し、東名御殿場停留所を新設[13]。
  - 2015年10月1日乗車分より、座席予約システムをJRバス系の「高速バスネット」に移行。
  - 2018年6月1日、ダイヤ改正により東名御殿場停留所が廃止[14]。

### 冨士霊園　直通墓参バス

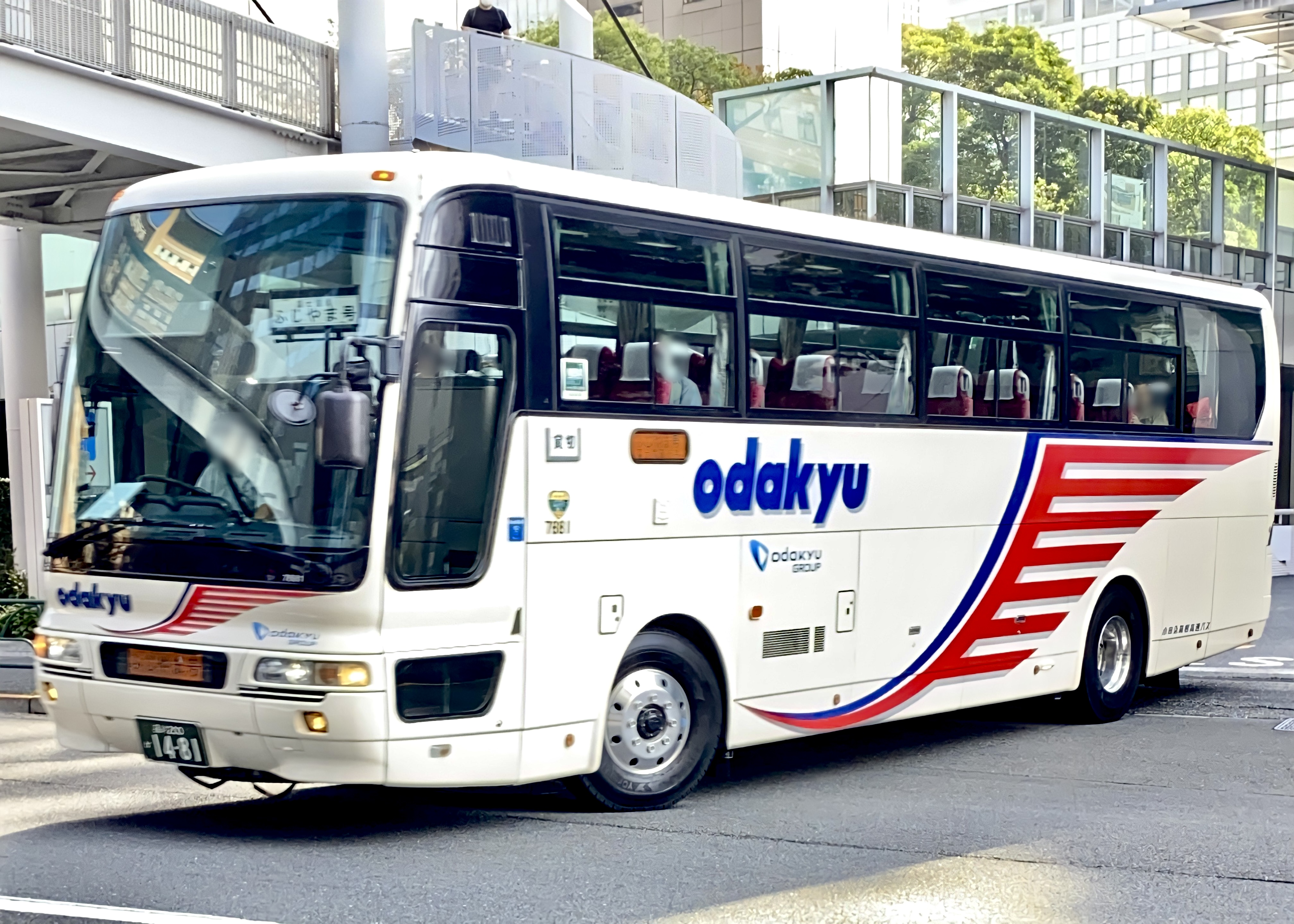
冨士霊園に向かうふじやま号

- ふじやま号：新宿駅南口（小田急サザンタワー） - 冨士霊園（特定日のみ運行）
- ふじやま号：町田駅（レミィ町田） - 冨士霊園（春彼岸・秋彼岸のみ運行）。

2017年7月1日より、ふじやま号の新宿駅の乗車場所がハルク前から新宿駅南口小田急サザンタワー1階ロータリーに変更された。
2021年の催行分より、最少催行人員が15名となった。

### 廃止・撤退路線
以下のバス停留所は、いずれも路線の休廃止時点のものである。

#### 新宿・箱根湯本ライナー
- 直行：新宿駅西口・池尻大橋 - （無停車） - 箱根湯本駅

路線概要
- 2011年4月9日から7月15日まで運行。同年3月11日に発生した東北地方太平洋沖地震（東日本大震災）に伴う電力事情悪化により長期運休措置が取られた小田急ロマンスカーの代替として急遽開設し、1日4往復で運行。ロマンスカーは4月16日から運行を再開したが、運行本数を大幅に減少していたため当ライナーはロマンスカーのバックアップとして運行を継続していた。その後、ロマンスカーの運行本数が平常並みに戻ったため同年6月4日より1往復に減便し、同年7月15日を以って運行を終了した。

路線沿革
- 2011年4月9日：運行開始。
- 2011年7月15日：運行終了。

#### 伊豆長岡・修善寺温泉ライナー
- 新宿駅西口 （← 池尻大橋） - （無停車） - 長岡温泉 - みんなのハワイアンズ - 大仁・伊豆温泉村 - 修善寺駅・修善寺温泉 - 修善寺年川車庫

路線概要
- 前身は2006年11月1日に東海自動車と小田急箱根高速バスが共同で開設した会員制バス「伊豆=新宿ライナー」である。当時の経路は以下のとおり。
  - 小田急サザンタワー - （無停車） - 伊豆長岡 - かつらぎ山パノラマパーク - 修善寺駅 - 修善寺温泉 - 修善寺 - ラフォーレ修善寺
- 2009年3月1日より高速路線バス化、新東海バス（当時）と共同運行となる。同時に以下のとおりルート変更を実施した。
  - 新宿駅西口 - 池尻大橋 - （無停車） - サントムーン柿田川 - 長岡温泉 - 大仁・伊豆温泉村 - 修善寺駅 - 修善寺温泉 - 修善寺年川車庫
- 2014年4月1日より東駿河湾環状道路経由に変更し、愛称を「伊豆=新宿ライナー」から「伊豆長岡・修善寺温泉ライナー」に変更[16]。
  - 2015年9月16日より新東海バスの単独運行になり、小田急箱根高速バスは撤退した。

路線沿革
- 2006年11月1日：会員制ツアーバス「伊豆=新宿ライナー」として運行開始。
- 2009年3月1日：高速路線バスに運行形態を変更。新宿駅の発着場所を新宿駅西口35番停留所に変更。
- 2014年4月1日：ルート変更を行い「サントムーン柿田川」停留所を廃止。愛称が「伊豆長岡・修善寺温泉ライナー」となる。
- 2015年9月16日：小田急箱根高速バスが撤退。

#### 三島エクスプレス
- 土休日2往復のみ：新宿高速バスターミナル・新宿駅西口（上りのみ）・池尻大橋（上りのみ） - 三島駅北口・三島駅南口・社会福祉会館・一本松・清水町地域交流センター・清水中学校・中徳倉・大平車庫
- 上記以外：新宿高速バスターミナル・新宿駅西口（上りのみ）・池尻大橋（上りのみ） - 三島駅北口・三島駅南口・社会福祉会館・一本松・松本・オムロン前・大平車庫

路線概要
- 同じ小田急グループの東海バスオレンジシャトル、新東海バス（いずれも当時）と共同運行[17]。

路線沿革
- 2010年3月12日運行開始。
- 2014年5月時点で、経路が首都高速3号渋谷線・東名高速道路・新東名高速道路・伊豆縦貫自動車道経由に変更になっている。
- 2019年6月1日ダイヤ改正をもって小田急箱根高速バスが撤退し、全便が東海バスグループによる運行となった[17]。

#### 東京線

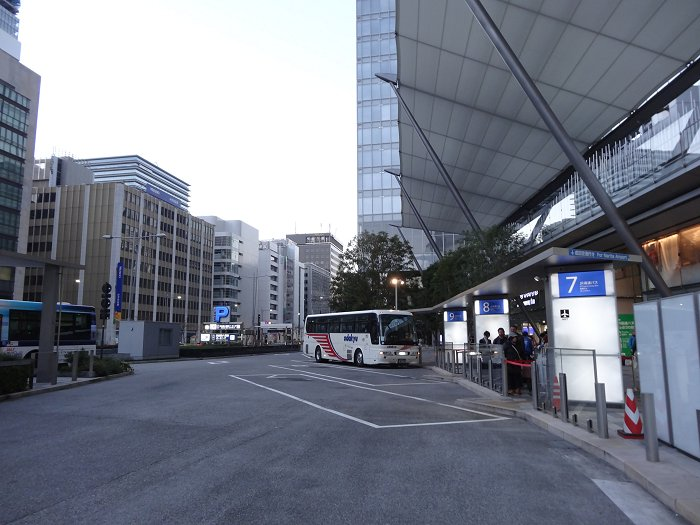
東京線箱根桃源台行（東京駅にて）

- 東京駅（発:八重洲南口、着:日本橋口）・霞が関（上りのみ） - 東名御殿場・御殿場駅・乙女峠・金時登山口・箱根ガラスの森（一部のみ）・箱根仙石案内所・仙郷楼前・仙石高原・パレスホテル箱根前・箱根桃源台

路線概要・沿革
- 従来からの新宿発の便に加え、訪日外国人旅行者の増加に伴い、公共交通の集中する東京駅周辺に滞在する訪日客が箱根にアクセスしやすい環境を整えることや、新宿への旅客の集中を緩和を目的[18] として、2015年10月1日に1日6往復で運行を開始した。
- この路線が開業した2015年は、大涌谷周辺で火山性地震が増加しごく小規模な噴火が発生するなど、観光客数の低迷した時期であった。開業に際し、箱根町長は「秋の紅葉シーズンを前に大きな力になる」とコメントしている[19]。また、東京駅発着とすることで、東北・北陸など北日本からの新幹線利用者の誘客も期待されると報じられた[20] ほか、箱根エリア内のホテルも「より箱根が身近に感じられるようになる」などのコメントを発表した[21]。
- 運行開始当初はジェイアールバス関東との共同運行であったが、同社は2019年8月31日の運行をもって撤退[22]。翌日より小田急箱根高速バスの単独運行となり、1日3往復に減便していた。
- 座席予約システムは箱根線、御殿場プレミアム新宿号と同様にJRバス系の「高速バスネット」を使用していた（運行開始時より）。
- 箱根線とは異なり、クローズドドアシステムを採用していた（東名御殿場 - 箱根桃源台間のみの利用は不可）。
- 2019年11月30日をもって運行休止[23]。

#### 箱根湯本エアライナー
- 【D】：羽田空港・横浜駅東口 - 箱根湯本駅・ホテルはつはな

路線概要
- 京浜急行バス大森営業所と共同運行。
- 予約定員制（空席があれば予約なしでも乗車可能）。
- 座席予約システムは京浜急行バスの「高速バス予約サービス」を使用。

路線沿革
- 2011年11月1日運行開始[24]。
- 旅客需要の変動を受け、2020年6月30日をもって運行休止（京浜急行バスは路線廃止）[25]。なお、新型コロナウイルス感染症の影響により、実際には4月10日から運休していた[26]。

#### アウトレットショッピングバス
- 新宿駅南口（小田急サザンタワー） - 御殿場プレミアム・アウトレット（往復）
- 渋谷駅東口（宮下公園）・三軒茶屋駅 - 御殿場プレミアム・アウトレット（往復）
- 町田駅  - 御殿場プレミアム・アウトレット（往復）
- 藤沢駅北口・辻堂駅北口 - 御殿場プレミアム・アウトレット（往復）

路線概要・沿革
- 高速路線バスのアウトレット線と異なり、こちらは新宿駅と御殿場プレミアム・アウトレットを往復するツアーバスで、片道のみの利用は不可であった。繁忙期には続行便として神奈中観光と共同運行していた。
- 2009年4月1日乗車分以降、楽天トラベルの予約サービスと提携しインターネット予約が可能となった。楽天トラベルの高速バス予約サービスはツアーバスの予約取り扱いからスタートしたため、募集型企画旅行商品（ツアーバス扱い）とはいえ、首都圏や関西圏の大手私鉄系路線バス事業者で同社と提携したのは小田急箱根高速バスが初である[27]。
- 2017年7月1日より、新宿駅の乗車場所が小田急ハルク前から新宿駅南口小田急サザンタワー1階ロータリーに変更された[28]。
- 2017年11月26日の運行をもって休止[29]。

### ハイアットリージェンシー東京 シャトルバス

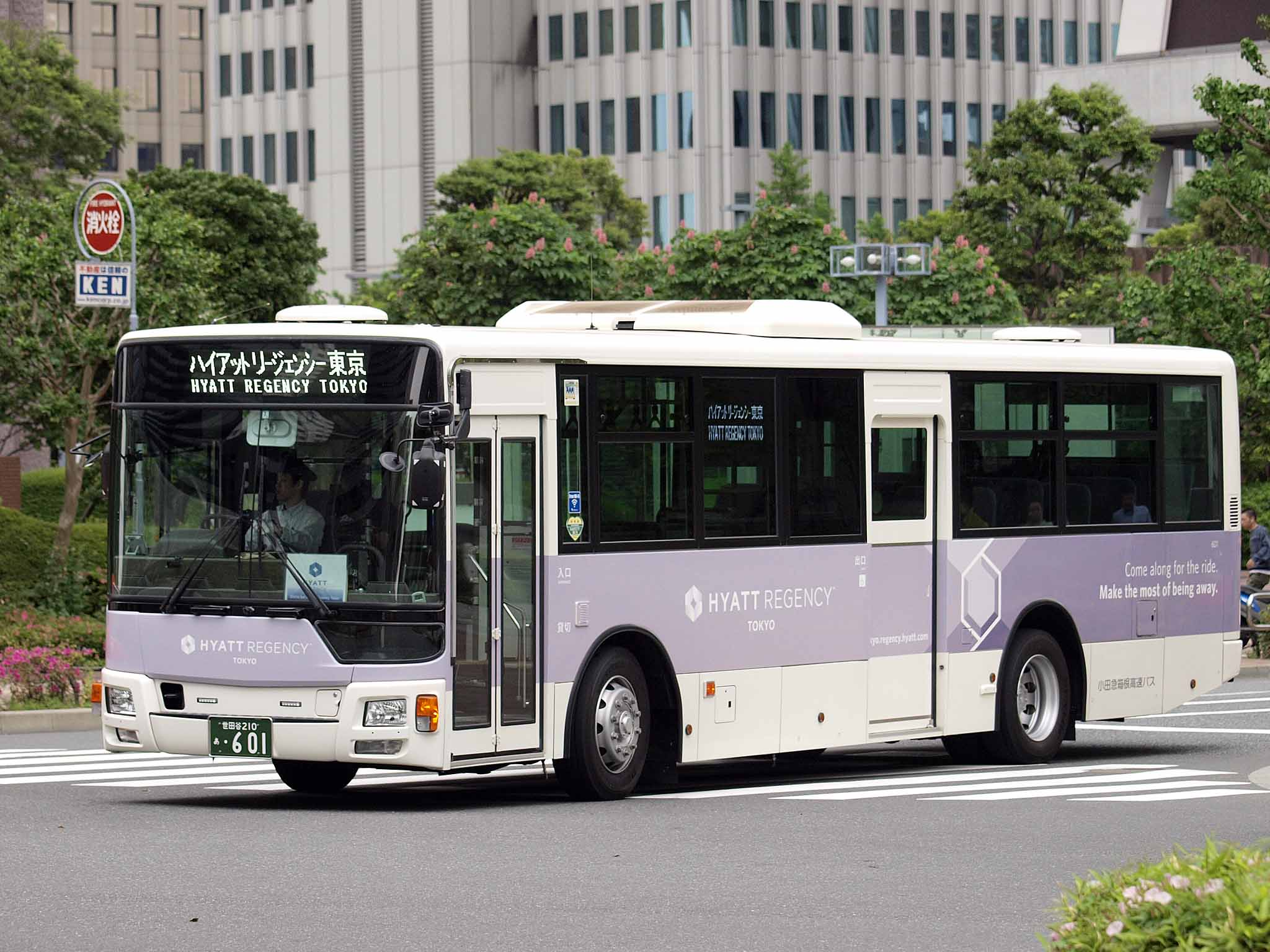
ハイアットリージェンシー東京送迎バス（現行のカラーリング）

- 新宿駅西口（小田急ハルク前） - ハイアットリージェンシー東京

専用カラーの特定車にて運行されていたが、2021年3月31日をもって終了した。

## 停留所
凡例
- ●・○：上下線共乗降可能
- ▼・▽：下り乗車・上り降車のみ
- ▲：下り降車・上り乗車のみ
- ■：下り乗車のみ
- ★・☆：下り降車のみ
- ◆：上り降車のみ
- ｜：通過
- ∥：非経由

このうち白抜き記号（○、▽、☆）の停留所は一部の便のみ停車
| 停留所名                       | 箱根線          | 箱根線 | 箱根線   | 箱根線 | 御殿場プレミアム 新宿号 | 羽田線 | 所在地   | 所在地                            |
| 停留所名                       | 特急・ シャトル | 超特急 | 深夜特急 | 直通   | 御殿場プレミアム 新宿号 | 羽田線 | 所在地   | 所在地                            |
| ------------------------------ | --------------- | ------ | -------- | ------ | ----------------------- | ------ | -------- | --------------------------------- |
| 新宿高速バスターミナル         | ▼               | ▼      | ■        | ▼      | ▼                       |        | 東京都   | 渋谷区                            |
| 新宿駅西口                     | ◆               | ◆      | ∥        | ◆      | ◆                       |        | 東京都   | 新宿区                            |
| 池尻大橋                       | ▼               | ▼      | ■        | ◆      | ◆                       |        | 東京都   | 目黒区（下り） / 世田谷区（上り） |
| 羽田空港                       | ∥               | ∥      | ∥        | ∥      | ∥                       | ▼      | 東京都   | 大田区                            |
| 横浜駅東口                     | ∥               | ∥      | ∥        | ∥      | ∥                       | ▽      | 神奈川県 | 横浜市西区                        |
| 東名向ヶ丘                     | ●               | ｜     | ｜       | ｜     | ｜                      | ∥      | 神奈川県 | 川崎市宮前区                      |
| 東名江田                       | ●               | ◆      | ｜       | ｜     | ｜                      | ∥      | 神奈川県 | 横浜市青葉区                      |
| 東名大和                       | ●               | ｜     | ｜       | ｜     | ｜                      | ｜     | 神奈川県 | 大和市                            |
| 東名綾瀬                       | ●               | ｜     | ｜       | ｜     | ｜                      | ｜     | 神奈川県 | 綾瀬市                            |
| 東名厚木                       | ●               | ｜     | ｜       | ｜     | ｜                      | ｜     | 神奈川県 | 厚木市                            |
| 東名伊勢原                     | ●               | ｜     | ｜       | ｜     | ｜                      | ｜     | 神奈川県 | 伊勢原市                          |
| 東名秦野                       | ●               | ｜     | ｜       | ｜     | ｜                      | ▲      | 神奈川県 | 足柄上郡中井町                    |
| 東名大井                       | ●               | ｜     | ｜       | ｜     | ｜                      | ▲      | 神奈川県 | 足柄上郡大井町                    |
| 東名松田                       | ●               | ｜     | ｜       | ｜     | ｜                      | ▲      | 神奈川県 | 足柄上郡松田町                    |
| 東名山北                       | ●               | ｜     | ｜       | ｜     | ｜                      | ▲      | 神奈川県 | 足柄上郡山北町                    |
| 東名小山                       | ●               | ｜     | ｜       | ｜     | ｜                      | ▲      | 静岡県   | 駿東郡小山町                      |
| 東名足柄                       | ●               | ●      | ｜       | ｜     | ｜                      | ▲      | 静岡県   | 駿東郡小山町                      |
| 東名御殿場                     | ●               | ●      | ★        | ▲      | ｜                      | ∥      | 静岡県   | 御殿場市                          |
| 御殿場インター前               | ∥               | ∥      | ∥        | ∥      | ∥                       | ▲      | 静岡県   | 御殿場市                          |
| 御殿場プレミアム・アウトレット | ∥               | ∥      | ∥        | ▲      | ▲                       | ∥      | 静岡県   | 御殿場市                          |
| ホテルクラッド・木の花の湯     | ∥               | ∥      | ∥        | ▲      |                         | ∥      | 静岡県   | 御殿場市                          |
| 御殿場駅                       | ●               | ▲      | ★        |        |                         | ▲      | 静岡県   | 御殿場市                          |
| 温泉会館前                     | ●               |        |          |        |                         | ｜     | 静岡県   | 御殿場市                          |
| 乙女峠                         | ●               |        |          |        |                         | ｜     | 静岡県   | 御殿場市                          |
| 富士屋仙石ゴルフ場             | ●               |        |          |        |                         | ｜     | 神奈川県 | 足柄下郡箱根町                    |
| 乙女口                         | ●               |        |          |        |                         | ｜     | 神奈川県 | 足柄下郡箱根町                    |
| 金時神社入口                   | ●               |        |          |        |                         | ｜     | 神奈川県 | 足柄下郡箱根町                    |
| 太郎平                         | ●               |        |          |        |                         | ｜     | 神奈川県 | 足柄下郡箱根町                    |
| 金時登山口                     | ●               |        |          |        |                         | ｜     | 神奈川県 | 足柄下郡箱根町                    |
| 箱根仙石                       | ●               |        |          |        |                         | ｜     | 神奈川県 | 足柄下郡箱根町                    |
| 仙石原小学校前                 | ☆               |        |          |        |                         | ∥      | 神奈川県 | 足柄下郡箱根町                    |
| 箱根ハイランドホテル前         | ○               |        |          |        |                         | ∥      | 神奈川県 | 足柄下郡箱根町                    |
| 箱根ガラスの森                 | ○               |        |          |        |                         | ∥      | 神奈川県 | 足柄下郡箱根町                    |
| 箱根仙石案内所                 | ●               |        |          |        |                         | ▲      | 神奈川県 | 足柄下郡箱根町                    |
| 仙石文化センター前             | ●               |        |          |        |                         | ｜     | 神奈川県 | 足柄下郡箱根町                    |
| 川向                           | ●               |        |          |        |                         | ｜     | 神奈川県 | 足柄下郡箱根町                    |
| 仙郷楼前                       | ●               |        |          |        |                         | ▲      | 神奈川県 | 足柄下郡箱根町                    |
| 台ヶ岳                         | ●               |        |          |        |                         | ｜     | 神奈川県 | 足柄下郡箱根町                    |
| 仙石高原                       | ●               |        |          |        |                         | ▲      | 神奈川県 | 足柄下郡箱根町                    |
| 東京放送入口                   | ●               |        |          |        |                         | ｜     | 神奈川県 | 足柄下郡箱根町                    |
| 南仙石原                       | ●               |        |          |        |                         | ｜     | 神奈川県 | 足柄下郡箱根町                    |
| 箱根カントリー入口             | ●               |        |          |        |                         | ｜     | 神奈川県 | 足柄下郡箱根町                    |
| 姥子温泉入口                   | ●               |        |          |        |                         | ｜     | 神奈川県 | 足柄下郡箱根町                    |
| 温泉荘                         | ●               |        |          |        |                         | ｜     | 神奈川県 | 足柄下郡箱根町                    |
| パレスホテル箱根前             | ●               |        |          |        |                         | ｜     | 神奈川県 | 足柄下郡箱根町                    |
| 南温泉荘                       | ●               |        |          |        |                         | ▲      | 神奈川県 | 足柄下郡箱根町                    |
| 公園管理事務所前               | ●               |        |          |        |                         | ｜     | 神奈川県 | 足柄下郡箱根町                    |
| 白百合台                       | ●               |        |          |        |                         | ｜     | 神奈川県 | 足柄下郡箱根町                    |
| 箱根レイクホテル前             | ●               |        |          |        |                         | ｜     | 神奈川県 | 足柄下郡箱根町                    |
| 箱根桃源台                     | ●               |        |          |        |                         | ▲      | 神奈川県 | 足柄下郡箱根町                    |
| 湖尻                           | ●               |        |          |        |                         |        | 神奈川県 | 足柄下郡箱根町                    |
| ピクニックガーデン             | ●               |        |          |        |                         |        | 神奈川県 | 足柄下郡箱根町                    |
| 箱根園ゴルフ場                 | ●               |        |          |        |                         |        | 神奈川県 | 足柄下郡箱根町                    |
| 箱根園                         | ●               |        |          |        |                         |        | 神奈川県 | 足柄下郡箱根町                    |
| 箱根小田急山のホテル           | ▲               |        |          |        |                         |        | 神奈川県 | 足柄下郡箱根町                    |

## 車両
2022年1月1日の合併時点の在籍車両は、小田急ハイウェイバスへそのまま引き継がれている。
高速車・貸切車とも原則として小田急グループ共通カラーを採用する。小田急バスとの外観上の違いとして、小田急箱根高速バスは小文字で odakyu と表記する（親会社の小田急電鉄と同様）。小田急バス（貸切車・空港リムジン限定車）および小田急シティバスは大文字で ODAKYU と表記し、小田急バスの登録商標「犬マーク」を車体に掲げる。
車両には登録番号とは別に、4桁の数字の社番が付与されている。

### 車種
三菱ふそう製の車両が在籍していた。
- エアロクィーンII（スーパーハイデッカー）
- エアロエース（ハイデッカー）
- 三菱ふそう・エアロスター - ハイアットリージェンシー東京送迎バス（貸切車）

#### 過去の車種
- 三菱ふそう・エアロキング
- 三菱ふそう・エアロクィーンIII
- 三菱ふそう・エアロバス（2020年1月までに除籍）
- 三菱ふそう・エアロクィーンI（7681号車は2020年11月、7682号車は2020年12月にそれぞれ除籍）
- 三菱ふそう・エアロミディ-S（除籍後、備北バスへ移籍）
- 日産ディーゼル・ユーロツアー

### ナンバープレート
- 2009年に導入された1995までは払い出しナンバーであったが、2010年に導入された2091より希望ナンバーを採用している。2013年8月までは車庫が世田谷区の経堂営業所のみであったため全車両が品川ナンバーであった。
- 御殿場営業所の開設以降は、御殿場所属車は富士山ナンバーとなった。
- 経堂営業所の所属車両は、2015年4月以降の導入車はご当地ナンバーの世田谷ナンバーとなった。なお、1403号車は導入当初は品川ナンバーであったが、2017年に御殿場営業所に転属して富士山ナンバーとなり、2018年に経堂営業所に再転属したため世田谷ナンバーへ変更された。
- 2018年に導入された1801〜1803号車、5181号車、2019年5月に導入された5191号車は、東京2020オリンピック・パラリンピック特別仕様ナンバープレートとなっている。
- 2019年12月以降の導入車は、地方版図柄入りナンバーとなっている。

### 特別な車両
- 箱根線の山内シャトル便は、この路線のために導入された新車の一般路線バス車両1台が通常用いられる。車種・型式は三菱ふそう製エアロスター「2PG-MP35FM」[31]。
- 2012年10月より2015年3月までアニメ映画「ヱヴァンゲリヲン新劇場版:Q」とのタイアップによるラッピングバスが運行された。同作に登場する「第3新東京市」が箱根をモデルとしている縁で実現したもので、この車両のみ音声ガイドは同作の登場人物・伊吹マヤ役の声優・長沢美樹が務めた。2014年4月から1年間は「2号機」との2車体制で運行された。
- 2018年5月よりロマンスカー70000形GSE誕生を記念して新車の1台（5181号車）を「GSEカラーバス」として導入した[32]。同年11月には同様のカラーリングで1802が導入された。
- 山内シャトル便の車両には、2019年12月1日の運行開始よりテレビアニメ「新世紀エヴァンゲリオン」の劇中に登場するNERV本部をイメージしたラッピングがされている。これは小田急グループが2020年1月10日から同年6月30日の間行う、エヴァンゲリオンシリーズとのコラボレーションイベント「エヴァンゲリオン×箱根 2020 MEET EVANGELION IN HAKONE」の一環によるものである。高速バス車両1台（5162）にも同年1月10日より同様のラッピングが施されている[31]。
- 2020年12月には、貸切車に新車7201・7202（いずれもエアロエース）が導入された。

### 車両ギャラリー

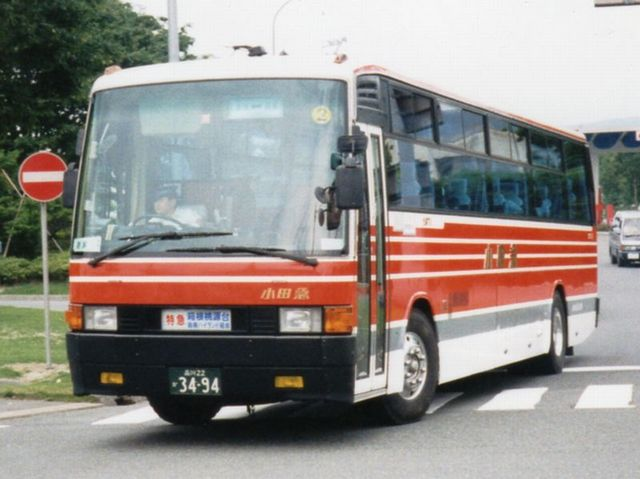
小田急電鉄直営時代のハイデッカー（御殿場インターにて）
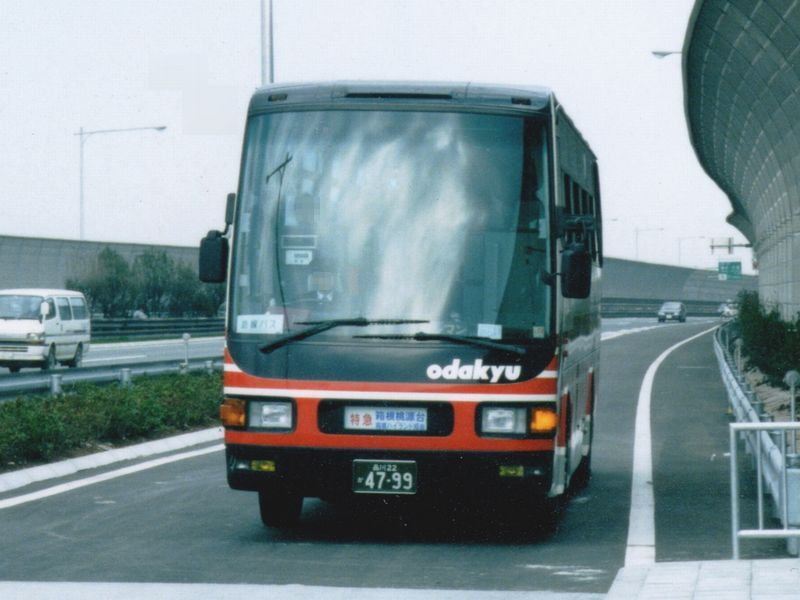
一時期はスーパーハイデッカーが導入された（厚木バスストップにて）
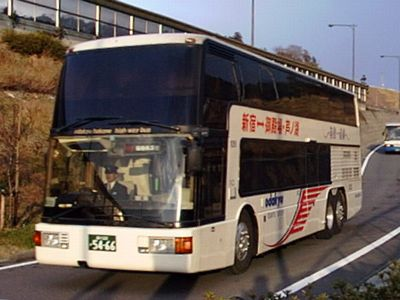
初期のダブルデッカー（大井バスストップにて）
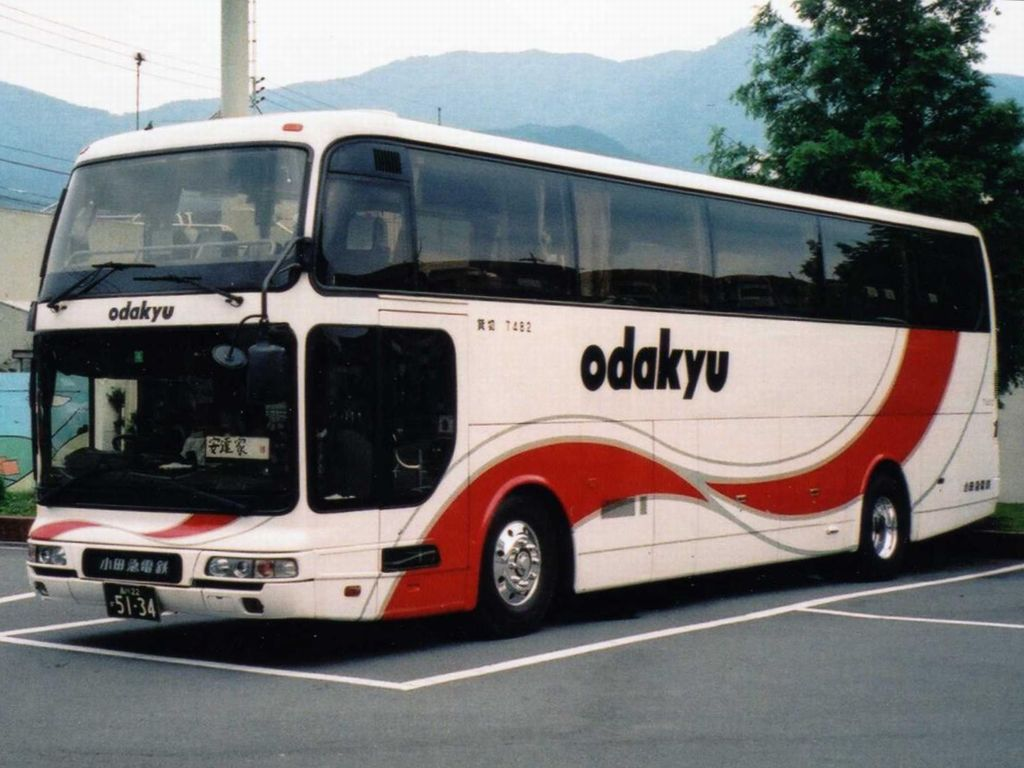
貸切車の例（導入当時の塗装）
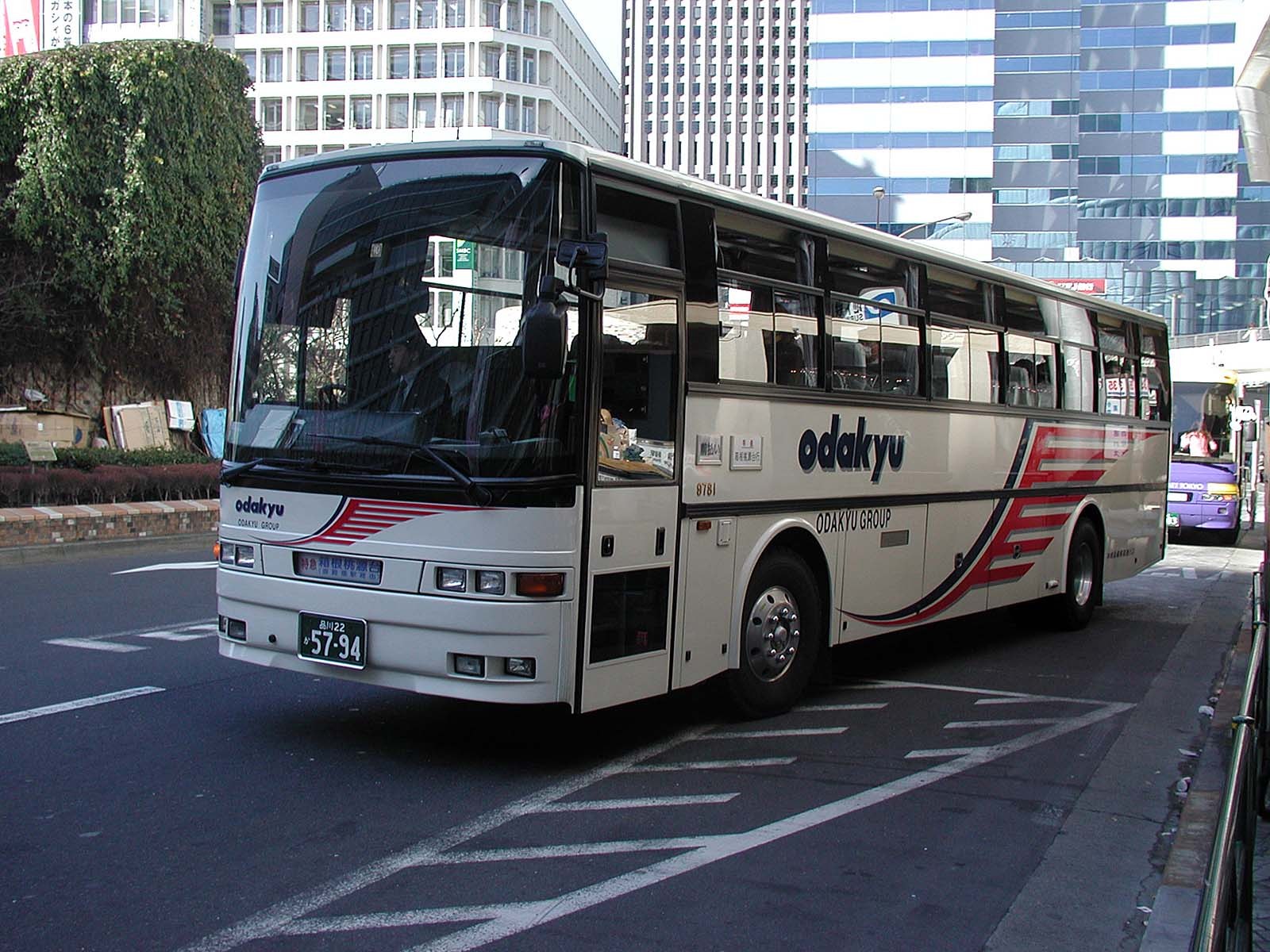
1997年から2003年まで在籍していたユーロツアー（新宿駅にて）
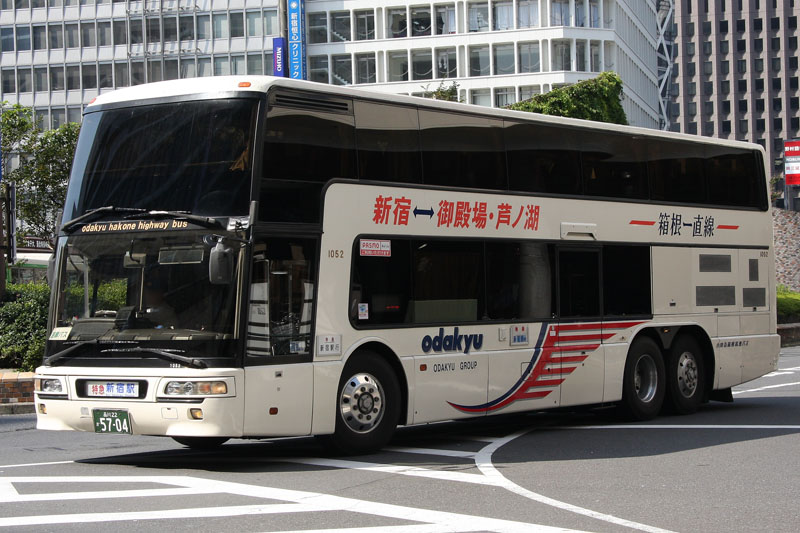
過去に在籍していた2階建て車のエアロキング
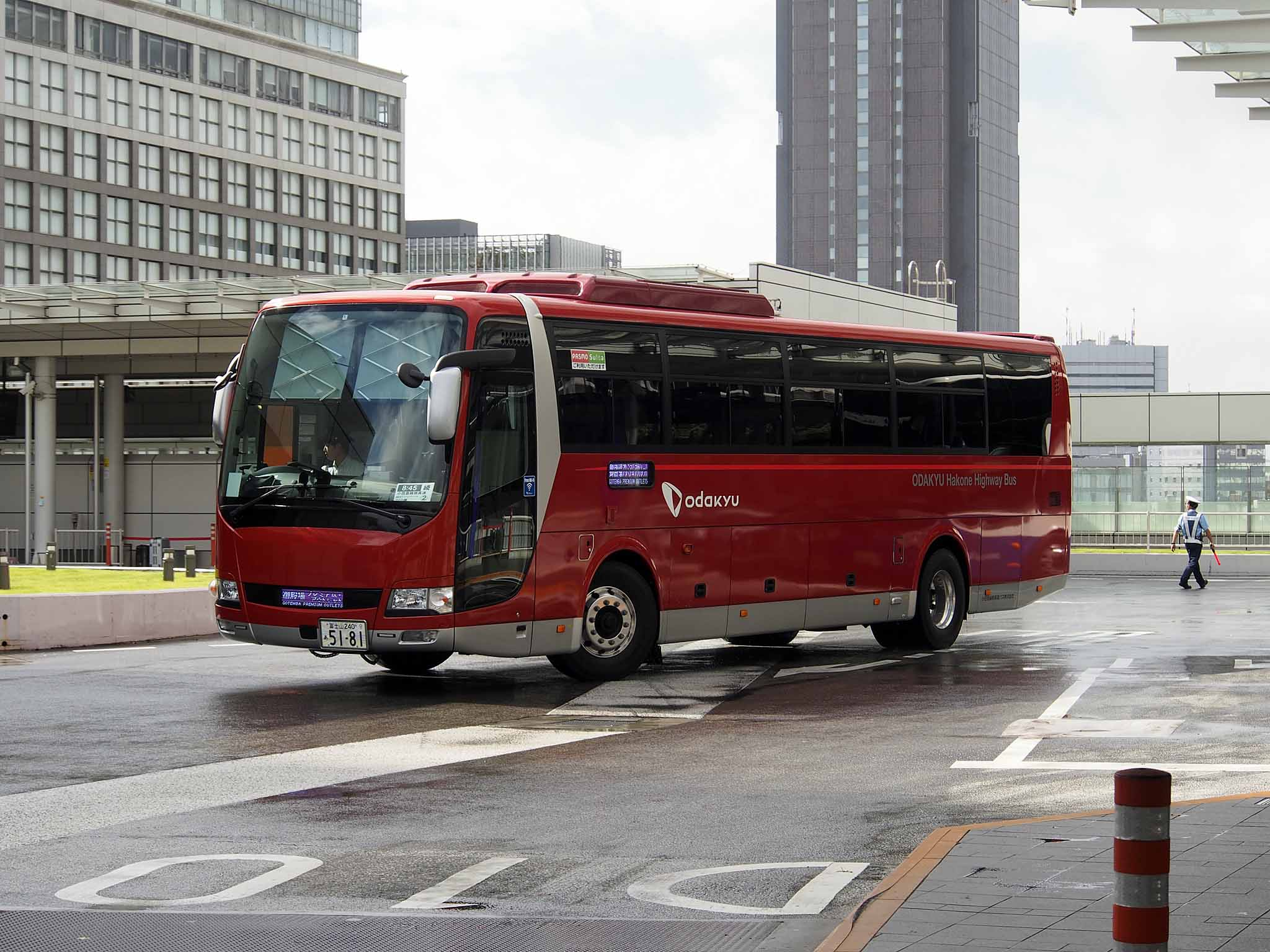
2018年に導入されたロマンスカーGSE色（バスタ新宿にて）
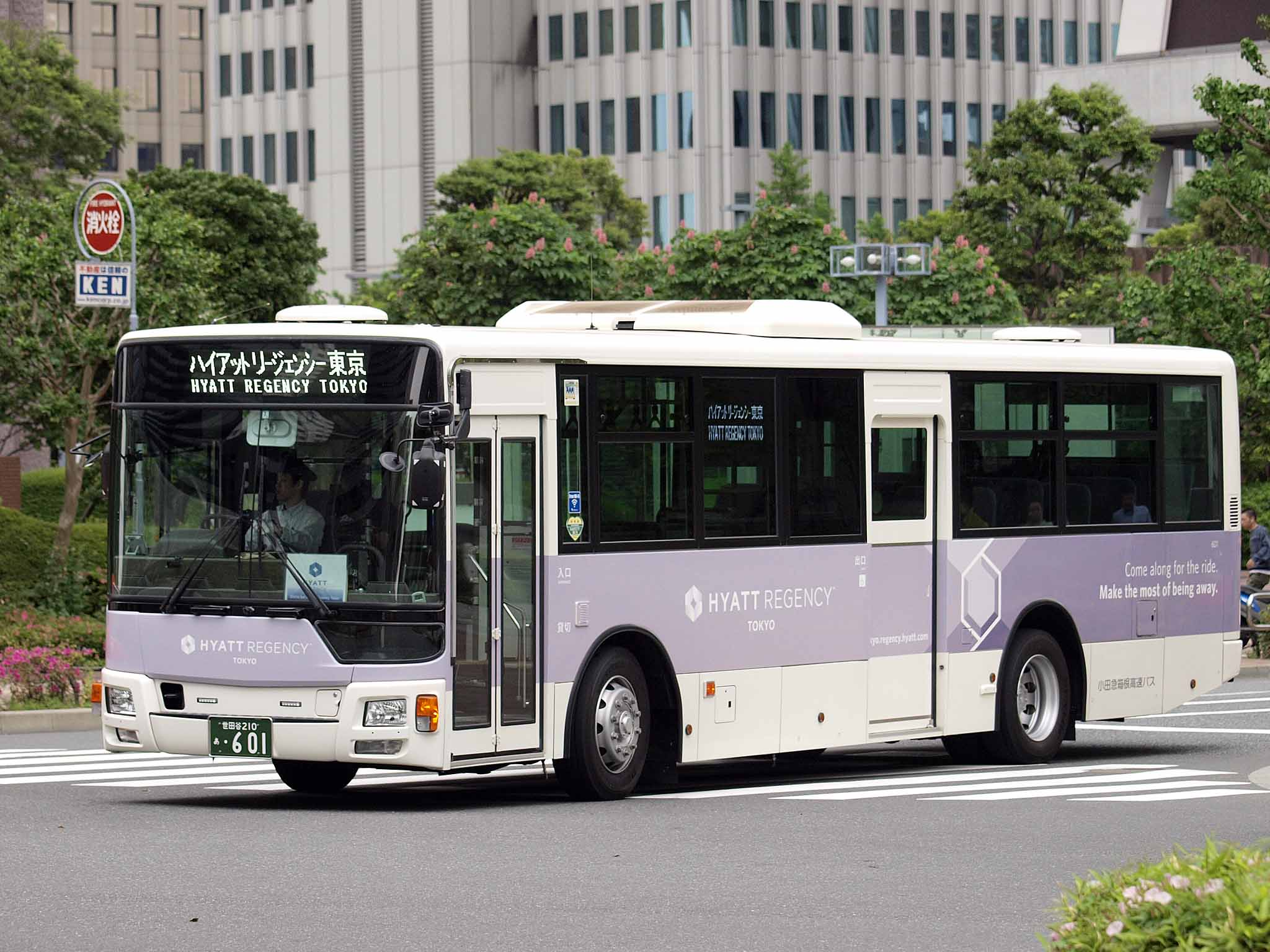
ハイアットリージェンシー東京送迎バス（現行カラー）
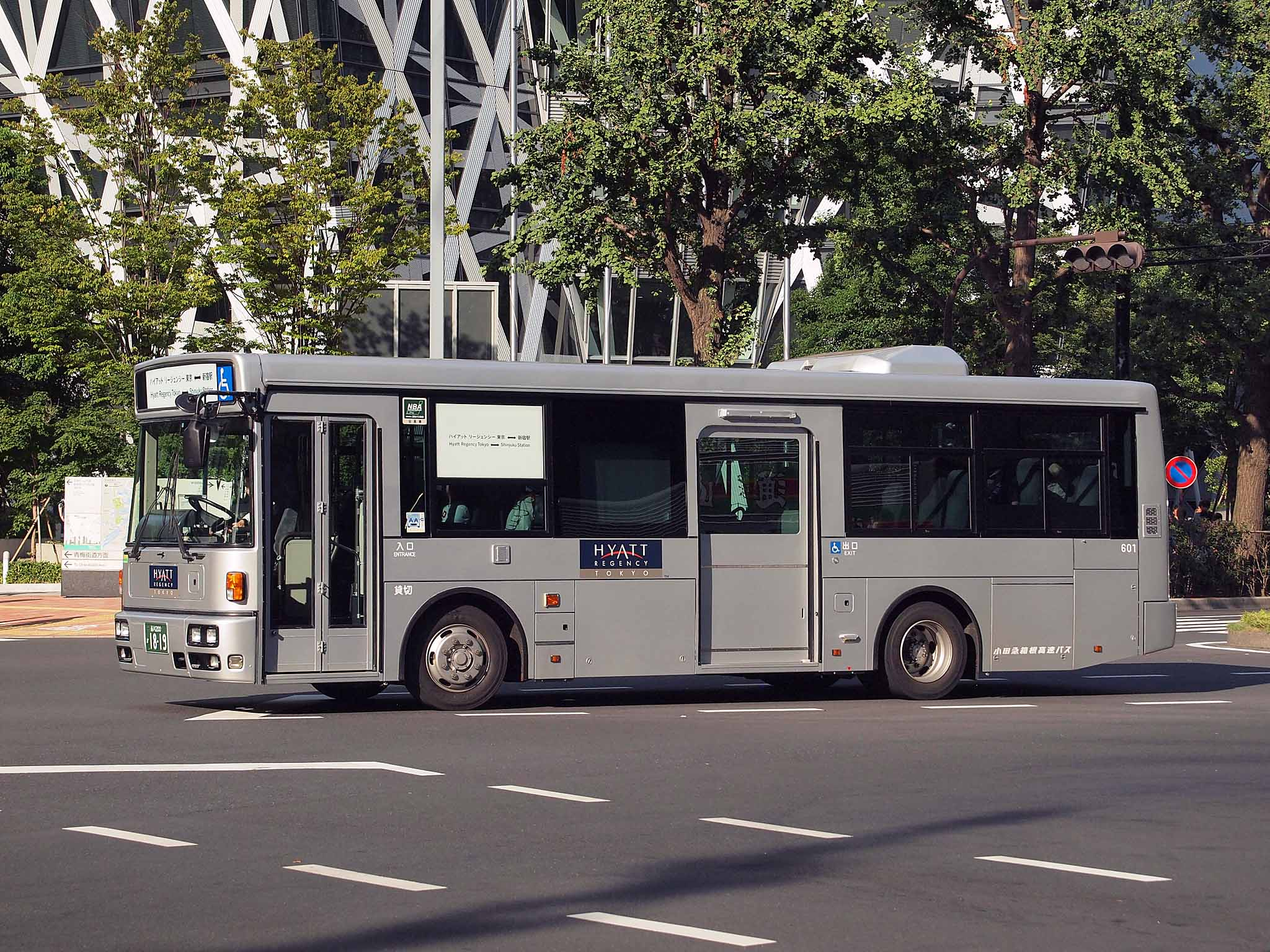
ハイアットリージェンシー東京送迎バス（2009年から2012年までのカラーリング）
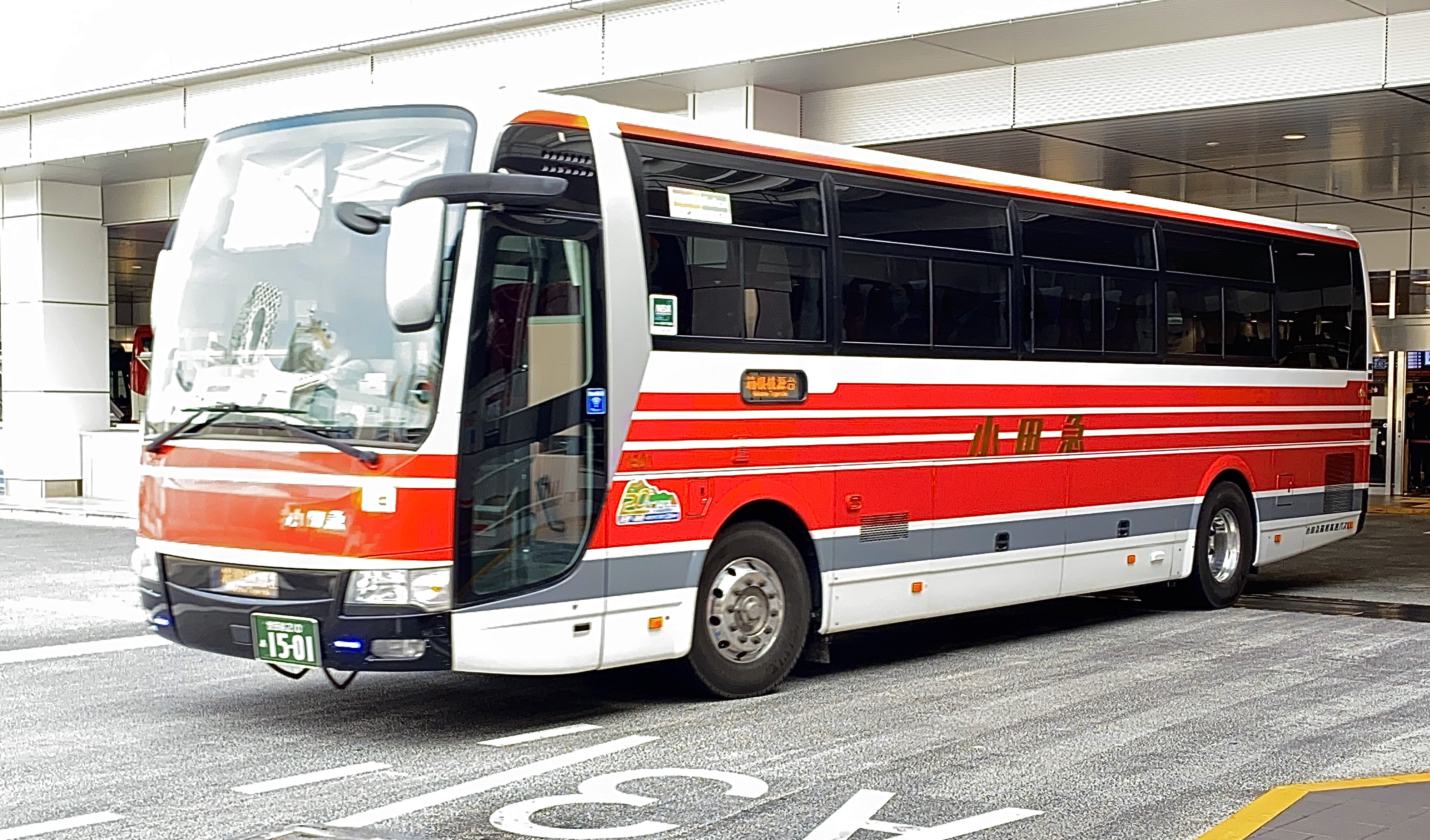
小田急箱根高速バスの復刻カラーとなる1501号車
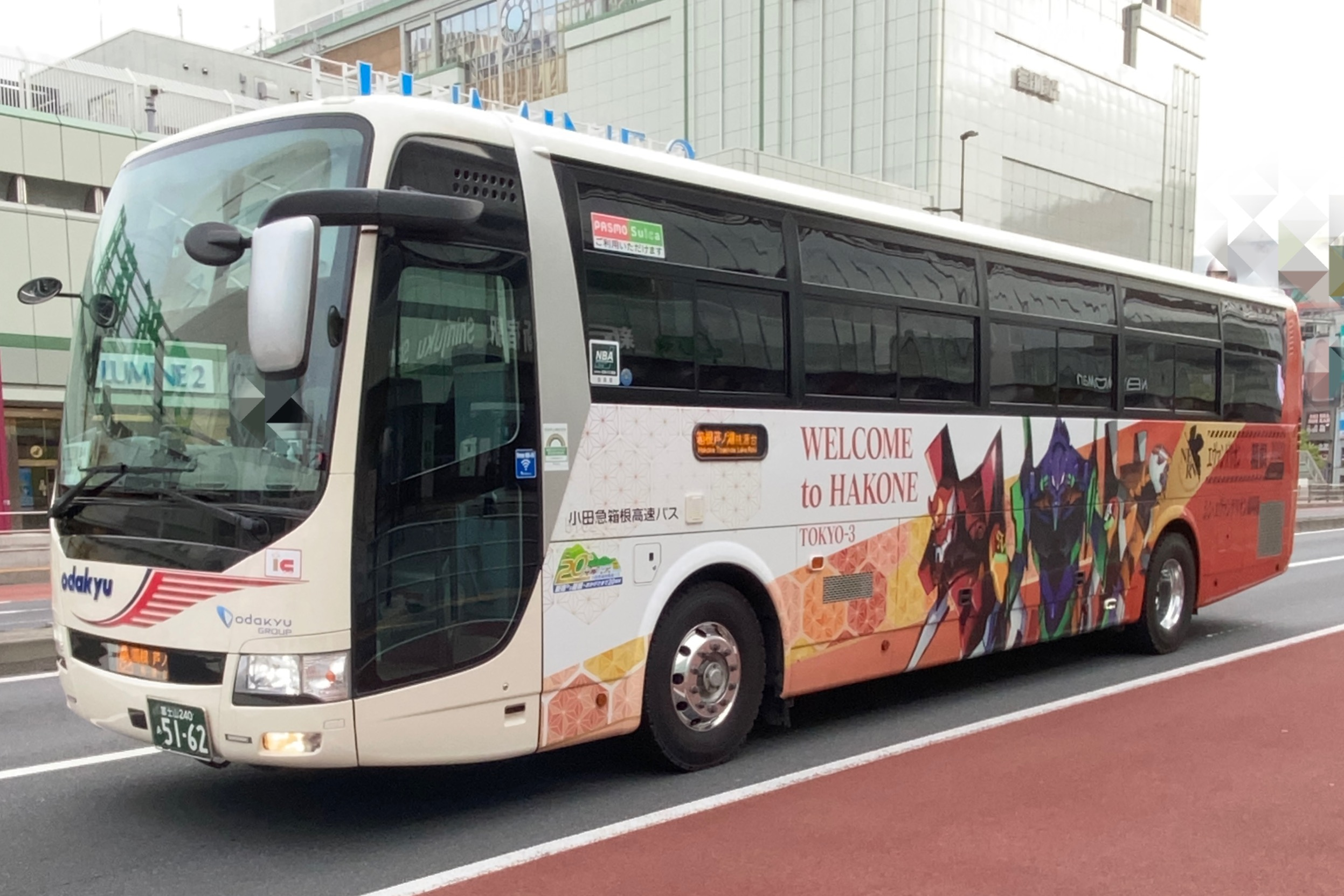
新世紀エヴァンゲリオンラッピングが施された5162号車